# Rumania montevideo
rumania montevideo(루마니아 몬테비데오, 일본어: ルマニア モンテビデオ)는 기자 스튜디오에 소속하고 있던 일본의 밴드. 약칭은 몬테비.

## 내력
1998년에 미요시 마미・마코토 남매를 중심으로 결성. 밴드명은 유럽의 루마니아, 우루과이의 수도명인 몬테비데오에서 만들어졌다. 다만, “루마니아”는 영어표기(Romania, 루마니아어로는 România)가 아니고, 로마자 표기(rumania)가 된다. 밴드명은 고정된 이미지로 너무 깊은 의미를 가지게 하고 싶지 않다는 이유로, 마코토의 지리 호기심이 유래해서 감각으로 이름 지어졌다.
1999년, 3월에 기자 스튜디오 산하의 인디즈 레이블 Garage Indies Zapping Association에서 《JET PLANE》, 《sunny, cloudy, rain》의 2장의 미니 앨범과 한정 아날로그반 2장을 잇달은 발매 후, 같은 해 4월 14일에 싱글 《Still for your love》로 기자 스튜디오에서 메이저 데뷔했다. 이 곡은 애니메이션 《명탐정 코난》의 엔딩 테마이다.
2000년 7월 14일, 시부야 콰트로에서 개최된 “UNDOWN vol.4”에 출연해서, 〈picnic〉, 〈Anny〉 등을 연주했다. 이것이 루마니아 몬테비데오로서 처음이자 마지막 라이브가 됐다.
2000년, 마시마 카즈노부, 마코시 사토미, 마쓰다 아키코의 3명으로 RAMJET PULLEY를 결성.
2002년, 3번째 앨범 《MO' BETTER TRACKS》를 발매. 이것을 마지막으로 활동을 사실적 중지. 이유는 멤버 내에서의 갈등이 소문으로 돌고 있지만 분명치가 않다. 그냥, 미요시 자매 이외의 3명이 루마니아 몬테비데오에서 독립해서 RAMJET PULLEY가 결성되고 있듯이 불화설이 나오고 있다.
마코토와 마시마는 빙 소속의 작곡가로 활동하고 소속 가수에게 악곡을 제공하고 있었지만, 현재는 불명이다.
활동을 중지했다고 생갈되고 있던 마미도 2006년 10월 18일 발매의 우에하라 아즈미의 2번째 앨범 《살고 싶지 않은 우리들》 수록의 대표곡 〈살고 싶지 않은 우리들〉의 작곡을 직접 하고, 작곡가로서도 크레딧됐다.
미디어에 거의 출연하지 않은 방침을 채용하고 있는 빙계 음악가로는 비교적 미디어로 출연이 많고, TV 아사히계 음악방송 《뮤직 스테이션》(1999년 5월 7일 방송)에 출연했다. 이것은 기자 스튜디오 소속의 음악가 중에서 처음으로 지상파 전국 넷으로의 출연이 됐다. 또, 2000년 1월 10일에는 《NHK 청춘 메시지2000》에도 출연했다.

## 멤버
| 이름            | 원어이름   | 담당             |
| --------------- | ---------- | ---------------- |
| 미요시 마미     | 三好真美   | 보컬, 드럼, 작사 |
| 미요시 마코토   | 三好誠     | 기타, 작사, 작곡 |
| 마시마 카즈노부 | 間島和伸   | 기타             |
| 마코시 사토미   | 麻越さとみ | 베이스           |
| 마쓰다 아키코   | 松田明子   | 색소폰, 키보드   |

멤버 성씨 이니셜이 모두 M인 것 외에 미요시 남매는 (성씨를 제외한) 이름도 M이며, 미요시 남매 이외는 모두 ま(마)로 시작된다.

## 디스코그래피

### 싱글
| # | 발매일           | 타이틀               | 규격 품번 | 수록곡                                      | 작사        | 작곡          | 편곡                           |
| - | ---------------- | -------------------- | --------- | ------------------------------------------- | ----------- | ------------- | ------------------------------ |
| 1 | 1999년 4월 14일  | Still for your love  | GZDA-1004 | Still for your love                         | 미요시 마미 | 미요시 마코토 | 후루이 히로히토, 미요시 마코토 |
| 1 | 1999년 4월 14일  | Still for your love  | GZDA-1004 | Good-bye Summer Vacation                    | 미요시 마미 | 미요시 마코토 | 후루이 히로히토, 미요시 마코토 |
| 1 | 1999년 4월 14일  | Still for your love  | GZDA-1004 | Still for your love (original karaoke)      |             |               |                                |
| 1 | 1999년 4월 14일  | Still for your love  | GZDA-1004 | Good-bye Summer Vacation (original karaoke) |             |               |                                |
| 2 | 1999년 9월 15일  | 디지털 뮤직 파워     | GZDA-1011 | 디지털 뮤직 파워                            | 미요시 마미 | 미요시 마코토 | 미요시 마코토, 후루이 히로히토 |
| 2 | 1999년 9월 15일  | 디지털 뮤직 파워     | GZDA-1011 | hands                                       | 미요시 마미 | 미요시 마코토 | 미요시 마코토                  |
| 2 | 1999년 9월 15일  | 디지털 뮤직 파워     | GZDA-1011 | UNDER THE SKIN                              | 미요시 마미 | 미요시 마코토 | 미요시 마코토                  |
| 2 | 1999년 9월 15일  | 디지털 뮤직 파워     | GZDA-1011 | 디지털 뮤직 파워(inst.)                     |             |               |                                |
| 3 | 1999년 11월 3일  | picnic               | GZCA-1016 | picnic                                      | 미요시 마미 | 미요시 마코토 | 미요시 마코토, 후루이 히로히토 |
| 3 | 1999년 11월 3일  | picnic               | GZCA-1016 | DOOR                                        | 미요시 마미 | 미요시 마코토 | 미요시 마코토                  |
| 3 | 1999년 11월 3일  | picnic               | GZCA-1016 | 작별한 그 날부터                            | 미요시 마미 | 미요시 마코토 | 미요시 마코토                  |
| 3 | 1999년 11월 3일  | picnic               | GZCA-1016 | picnic (instrumental)                       |             |               |                                |
| 4 | 2000년 1월 10일  | 사랑하는 베티        | GZCA-1019 | 사랑하는 베티                               | 미요시 마미 | 미요시 마코토 | 미요시 마코토                  |
| 4 | 2000년 1월 10일  | 사랑하는 베티        | GZCA-1019 | 부유                                        | 미요시 마미 | 미요시 마코토 | 미요시 마코토                  |
| 4 | 2000년 1월 10일  | 사랑하는 베티        | GZCA-1019 | 기나긴 밤                                   | 미요시 마미 | 미요시 마코토 | 미요시 마코토                  |
| 5 | 2000년 8월 23일  | start all over again | GZCA-1025 | start all over again                        | 미요시 마미 | 미요시 마코토 | 미요시 마코토, 후루이 히로히토 |
| 5 | 2000년 8월 23일  | start all over again | GZCA-1025 | my life                                     | 미요시 마미 | 미요시 마코토 | 미요시 마코토                  |
| 5 | 2000년 8월 23일  | start all over again | GZCA-1025 | start all over again (instrumental)         |             |               |                                |
| 6 | 2001년 4월 25일  | HARD RAIN            | GZCA-1070 | HARD RAIN                                   | 미요시 마미 | 미요시 마코토 |                                |
| 6 | 2001년 4월 25일  | HARD RAIN            | GZCA-1070 | 깊은 수면                                   |             |               |                                |
| 6 | 2001년 4월 25일  | HARD RAIN            | GZCA-1070 | 슬픔은 이곳에 버리고                        |             |               |                                |
| 7 | 2001년 12월 12일 | tender rain          | GZCA-2024 | tender rain                                 | 미요시 마미 | 미요시 마코토 | 미요시 마코토, 후루이 히로히토 |
| 7 | 2001년 12월 12일 | tender rain          | GZCA-2024 | TAXI                                        | 미요시 마미 | 미요시 마코토 | 미요시 마코토, 후루이 히로히토 |
| 7 | 2001년 12월 12일 | tender rain          | GZCA-2024 | Folk Singer Mr.Robert                       | 미요시 마미 | 미요시 마코토 | 미요시 마코토, 후루이 히로히토 |

### 앨범
| # | 발매일          | 타이틀                 | 규격 번호 | 수록곡                                                      | 작사        | 작곡          | 편곡                            |
| - | --------------- | ---------------------- | --------- | ----------------------------------------------------------- | ----------- | ------------- | ------------------------------- |
| 1 | 1999년 6월 16일 | rumaniamania           | GZCA-1007 | lifevideo                                                   | 미요시 마미 | 미요시 마코토 | 미요시 마코토 후루이 히로히토   |
| 1 | 1999년 6월 16일 | rumaniamania           | GZCA-1007 | Still for your love                                         | 미요시 마미 | 미요시 마코토 | 미요시 마코토 후루이 히로히토   |
| 1 | 1999년 6월 16일 | rumaniamania           | GZCA-1007 | 호박                                                        | 미요시 마미 | 미요시 마코토 | 미요시 마코토 후루이 히로히토   |
| 1 | 1999년 6월 16일 | rumaniamania           | GZCA-1007 | 작별                                                        | 미요시 마미 | 미요시 마코토 | 미요시 마코토 후루이 히로히토   |
| 1 | 1999년 6월 16일 | rumaniamania           | GZCA-1007 | daylight                                                    | 미요시 마미 | 미요시 마코토 | 미요시 마코토 후루이 히로히토   |
| 1 | 1999년 6월 16일 | rumaniamania           | GZCA-1007 | yesterday                                                   | 미요시 마미 | 미요시 마코토 | 미요시 마코토 후루이 히로히토   |
| 1 | 1999년 6월 16일 | rumaniamania           | GZCA-1007 | pair                                                        | 미요시 마미 | 미요시 마코토 | 미요시 마코토 후루이 히로히토   |
| 1 | 1999년 6월 16일 | rumaniamania           | GZCA-1007 | 군중                                                        | 미요시 마미 | 미요시 마코토 | 미요시 마코토 후루이 히로히토   |
| 1 | 1999년 6월 16일 | rumaniamania           | GZCA-1007 | Anny                                                        | 미요시 마미 | 미요시 마코토 | 미요시 마코토 후루이 히로히토   |
| 1 | 1999년 6월 16일 | rumaniamania           | GZCA-1007 | Good-bye Summer Vacation                                    | 미요시 마미 | 미요시 마코토 | 미요시 마코토 후루이 히로히토   |
| 1 | 1999년 6월 16일 | rumaniamania           | GZCA-1007 | repeat                                                      | 미요시 마미 | 미요시 마코토 | 미요시 마코토 후루이 히로히토   |
| 2 | 2000년 1월 26일 | Girl,girl,boy,girl,boy | GZCA-1017 | 아무도 모르는 새벽                                          | 미요시 마미 | 미요시 마코토 | 미요시 마코토                   |
| 2 | 2000년 1월 26일 | Girl,girl,boy,girl,boy | GZCA-1017 | 사랑하는 베티                                               | 미요시 마미 | 미요시 마코토 | 미요시 마코토                   |
| 2 | 2000년 1월 26일 | Girl,girl,boy,girl,boy | GZCA-1017 | picnic                                                      | 미요시 마미 | 미요시 마코토 | 후루이 히로히토＆ 미요시 마코토 |
| 2 | 2000년 1월 26일 | Girl,girl,boy,girl,boy | GZCA-1017 | 디지털 뮤직 파워                                            | 미요시 마미 | 미요시 마코토 | 후루이 히로히토＆ 미요시 마코토 |
| 2 | 2000년 1월 26일 | Girl,girl,boy,girl,boy | GZCA-1017 | 이제 돌아가지 않아                                          | 미요시 마미 | 미요시 마코토 | 미요시 마코토                   |
| 2 | 2000년 1월 26일 | Girl,girl,boy,girl,boy | GZCA-1017 | 6 am                                                        | 미요시 마미 | 미요시 마코토 | 미요시 마코토                   |
| 2 | 2000년 1월 26일 | Girl,girl,boy,girl,boy | GZCA-1017 | Girl,girl,boy,girl,boy                                      | 미요시 마미 | 미요시 마코토 | 미요시 마코토                   |
| 2 | 2000년 1월 26일 | Girl,girl,boy,girl,boy | GZCA-1017 | UNDER THE SKIN                                              | 미요시 마미 | 미요시 마코토 | 미요시 마코토                   |
| 2 | 2000년 1월 26일 | Girl,girl,boy,girl,boy | GZCA-1017 | 자전거로 나오게 하는 스피드 바람조차도 앞지른 느낌이 들었어 | 미요시 마미 | 미요시 마코토 | 미요시 마코토                   |
| 2 | 2000년 1월 26일 | Girl,girl,boy,girl,boy | GZCA-1017 | 별                                                          | 미요시 마미 | 미요시 마코토 | 후루이 히로히토＆ 미요시 마코토 |
| 2 | 2000년 1월 26일 | Girl,girl,boy,girl,boy | GZCA-1017 | ACDC                                                        | 미요시 마미 | 미요시 마코토 | 미요시 마코토                   |
| 2 | 2000년 1월 26일 | Girl,girl,boy,girl,boy | GZCA-1017 | 나를 기다리는 그대에게                                      | 미요시 마미 | 미요시 마코토 | 미요시 마코토                   |
| 2 | 2000년 1월 26일 | Girl,girl,boy,girl,boy | GZCA-1017 | 132+126                                                     | 미요시 마미 | 미요시 마코토 | 미요시 마코토                   |
| 3 | 2002년 2월 6일  | MO' BETTER TRACKS      | GZCA-5009 | I'll be with you                                            |             |               |                                 |
| 3 | 2002년 2월 6일  | MO' BETTER TRACKS      | GZCA-5009 | HARD RAIN                                                   |             |               |                                 |
| 3 | 2002년 2월 6일  | MO' BETTER TRACKS      | GZCA-5009 | free                                                        |             |               |                                 |
| 3 | 2002년 2월 6일  | MO' BETTER TRACKS      | GZCA-5009 | tender rain                                                 |             |               |                                 |
| 3 | 2002년 2월 6일  | MO' BETTER TRACKS      | GZCA-5009 | Rain                                                        |             |               |                                 |
| 3 | 2002년 2월 6일  | MO' BETTER TRACKS      | GZCA-5009 | Sleeper                                                     |             |               |                                 |
| 3 | 2002년 2월 6일  | MO' BETTER TRACKS      | GZCA-5009 | life style                                                  |             |               |                                 |
| 3 | 2002년 2월 6일  | MO' BETTER TRACKS      | GZCA-5009 | TAXI                                                        |             |               |                                 |
| 3 | 2002년 2월 6일  | MO' BETTER TRACKS      | GZCA-5009 | Take my pain away                                           |             |               |                                 |
| 3 | 2002년 2월 6일  | MO' BETTER TRACKS      | GZCA-5009 | my life (album version)                                     |             |               |                                 |
| 3 | 2002년 2월 6일  | MO' BETTER TRACKS      | GZCA-5009 | All by myself                                               |             |               |                                 |
| 3 | 2002년 2월 6일  | MO' BETTER TRACKS      | GZCA-5009 | start all over again (album version)                        |             |               |                                 |

### 인디즈 미니앨범
| # | 발매일                          | 타이틀            | 규격품번 | 수록곡                          |
| - | ------------------------------- | ----------------- | -------- | ------------------------------- |
| 1 | 1999년 1월 30일 1999년 3월 5일  | jet plane         | ICR-2    | picnic                          |
| 1 | 1999년 1월 30일 1999년 3월 5일  | jet plane         | ICR-2    | jonathan love                   |
| 1 | 1999년 1월 30일 1999년 3월 5일  | jet plane         | ICR-2    | Half moon                       |
| 1 | 1999년 1월 30일 1999년 3월 5일  | jet plane         | ICR-2    | Another day is yet to be        |
| 1 | 1999년 1월 30일 1999년 3월 5일  | jet plane         | ICR-2    | JET PLANE                       |
| 1 | 1999년 1월 30일 1999년 3월 5일  | jet plane         | ICR-2    | i can't help but hold you tight |
| 2 | 1999년 3월 29일 1999년 4월 14일 | sunny,cloudy,rain | ICR-4    | Snap                            |
| 2 | 1999년 3월 29일 1999년 4월 14일 | sunny,cloudy,rain | ICR-4    | a walk shaded by apple trees    |
| 2 | 1999년 3월 29일 1999년 4월 14일 | sunny,cloudy,rain | ICR-4    | Sub channel                     |
| 2 | 1999년 3월 29일 1999년 4월 14일 | sunny,cloudy,rain | ICR-4    | Someone must be there           |
| 2 | 1999년 3월 29일 1999년 4월 14일 | sunny,cloudy,rain | ICR-4    | Star                            |
| 2 | 1999년 3월 29일 1999년 4월 14일 | sunny,cloudy,rain | ICR-4    | Shine today                     |

### 카세트
| # | 발매일           | 타이틀   | 규격품번 | 수록곡 |
| - | ---------------- | -------- | -------- | ------ |
| 1 | 1998년 12월 30일 | picnic   | ICT-001  |        |
| 2 | 1998년 12월 30일 | Halfmoon | ICT-002  |        |

### 아날로그
| # | 발매일         | 타이틀              | 규격품번 | 수록곡  | 수록곡                    | 비고            |
| - | -------------- | ------------------- | -------- | ------- | ------------------------- | --------------- |
| 1 | 1999년 3월 5일 | Half moon           | IKR-005  | Side：A | HALF MOON                 | 500장 한정 생산 |
| 1 | 1999년 3월 5일 | Half moon           | IKR-005  | Side：B | SONG 12                   | 500장 한정 생산 |
| 1 | 1999년 3월 5일 | Half moon           | IKR-005  | Side：B | -COFFE-TODAY- CLOSED      | 500장 한정 생산 |
| 2 | 1999년 3월 5일 | picnic              | IKR-005  | Side：A | picnic                    | 500장 한정 생산 |
| 2 | 1999년 3월 5일 | picnic              | IKR-005  | Side：B | 1829                      | 500장 한정 생산 |
| 3 | 1999년 ?월 ?일 | Still for your love | IJR-001  | Side：A | Still for your love       |                 |
| 3 | 1999년 ?월 ?일 | Still for your love | IJR-001  | Side：A | Good-bye Summer Vacation  |                 |
| 3 | 1999년 ?월 ?일 | Still for your love | IJR-001  | Side：B | Still for your love(Demo) |                 |
| 3 | 1999년 ?월 ?일 | Still for your love | IJR-001  | Side：B | Headphones                |                 |

### 컴필레이션 음반 참가작품
| 발매일           | 타이틀                              | 규격품번          | 참가곡    |
| ---------------- | ----------------------------------- | ----------------- | --------- |
| 2001년 12월 19일 | 기자 스튜디오 마스터피스 BLEND 2001 | GZCA-GZCA-5007～8 | HARD RAIN |

## 타이업
| 곡명                 | 타이업                                                                 |
| -------------------- | ---------------------------------------------------------------------- |
| Still for your love  | 요미우리 TV 닛폰 TV계 전국넷 방송 애니메이션 《명탐정 코난》 엔딩 테마 |
| 디지털 뮤직 파워     | CBC TBS계 애니메이션 《몬스터 팜 1기(원반석의 비밀)》 엔딩 테마        |
| picnic               | CBC TBS계 애니메이션 《몬스터 팜 1기(원반석의 비밀)》 오프닝 테마      |
| 사랑하는 베티        | TBS계 《익스프레스》 오래된 코너 사용곡                                |
| start all over again | TV 아사히계 《목격!도큔》 엔딩 테마                                    |
| HARD RAIN            | TBS계 《근육행각》 엔딩 테마                                           |
| tender rain          | TBS계 《CDTV》 엔딩 테마                                               |

## 같이 보기
- 빙 (기업)
- RAMJET PULLEY